# 2017 год в театре

## События
- 9 апреля — в Королевском Альберт-холле (Лондон) прошла церемония вручения премии Лоренса Оливье, триумфатором которой стала двухчастная пьеса «Гарри Поттер и Проклятое дитя», установив рекорд в 9 полученных наград.[1]
- 19 апреля — в Москве объявлены лауреаты премии «Золотая маска» за 2016 год.
- 11 июня — в концертном зале «Радио Сити Мьюзик Холл» (Нью-Йорк) прошла 71-я церемония вручения премии «Тони», на которой мюзикл «Дорогой Эван Хансен» выиграл 6 наград, а премия за достижения в области театра была присуждена Джеймсу Эрлу Джонсу.
- 18 октября — открылся театр «Мост», первый за 80 лет коммерческий театр в Лондоне, здание которого специально было построено для театральной компании.[2]

### Постановки[3][4]
- январь — премьера в Театре на Таганке спектакля «Суини Тодд, маньяк-цирюльник с Флит-стрит».
- 1 января — премьера в «Москвариуме» новогоднего мюзикла «Затерянный мир».
- 2 января — премьера в комплексе «Лужники» новогоднего концертного шоу «Волшебное созвездие Disney».
- март — премьера в МХТ спектакля «Дракон» по пьесе Е. Л. Шварца.
- премьера в театре Et Cetera спектакля «Ревизор» по пьесе Н. В. Гоголя.
- 27 апреля — премьера пьесы «Паромщик» Джеза Баттеруорта в театре Ройал-Корт (Вест-Энд, Лондон), режиссёр Сэм Мендес[5]
- апрель — премьера в Студии театрального искусства спектакля «Мастер и Маргарита» по роману М. А. Булгакова.
- 1 июня — премьера в театре Геликон-опера спектакля «Чаадский» по пьесе А. С. Грибоедова «Горе от ума», режиссёр — Кирилл Серебренников
- 8 июля — в Большом театре решением руководства внезапно отменена премьера балета «Нуреев» (режиссёр — Кирилл Серебренников), запланированная на 11 июля. Событие вызвало большой общественный резонанс[6]. Спектакль был выпущен пять месяцев спустя, 9 и 10 декабря 2017 года[7].
- 14 сентября, Санкт-Петербург — восстановление первой постановки балета «Золушка» 1945 года, Михайловский театр. Хореография Ростислава Захарова в редакции Михаила Мессерера, сценография и костюмы Вячеслава Окунева по эскизам Петра Вильямса. Первые исполнители: Золушка — Анастасия Соболева, Принц — Виктор Лебедев.

## Деятели театра

### Скончались
- 7 января, Эдирне — Рефик Эрдуран, турецкий драматург, колумнист и писатель.
- 27 января, Париж — Эммануэль Рива, французская актриса театра и кино
- 4 февраля, Москва — Георгий Тараторкин, актёр театра и кино, народный артист РСФСР (1984), президент ассоциации «Золотая маска».
- 6 февраля
  - Нью-Йорк — Ирвин Кори, американский комик, актёр театра и кино
  - Лондон — Алек МакКоэн, британский актёр театра и кино, командор Ордена Британской империи
- 15 февраля, Мексико — Жозе Соле, мексиканский театральный актёр и режиссёр
- 21 февраля, Париж — Жан-Пьер Жорри, французский актёр
- 25 февраля, Марракеш — Хассан Аль-Юнди, марокканский актёр театра и кино
- 5 марта, Кёльн — Курт Молль, немецкий оперный певец
- 8 марта, Москва — Дмитрий Евгеньевич Межевич, российский театральный актёр
- 9 марта — Джейн Фриман (Ширли Энн Питерс), валлийская актриса
- 16 марта — Роберта Ни, американская оперная певица
- 18 марта, Сан-Антонио, Техас — Триша Браун, американская танцовщица и хореограф.
- 22 марта, Прага — Хелена Штахова, чешская театральная актриса и режиссёр, директор и художественный руководитель Театра Спейбла и Гурвинека
- 25 марта, Нью-Йорк — Шейла Бонд, американская актриса
- 6 апреля, Прага — Любуше Гавелкова, заслуженная артистка Чехословакии.
- 13 мая, Москва — Анатолий Борзов, танцовщик, хореограф, педагог и деятель хореографии, профессор; солист Ансамбля Игоря Моисеева.
- 2 июня, Санкт-Петербург — Сергей Вихарев, артист балета и балетмейстер, солист Мариинского театра.
- 11 сентября, Лондон — Питер Холл, британский театральный и кинорежиссёр, основатель Королевской шекспировской компании.
- 24 сентября, Париж — Жизель Казадезюс, французская актриса, артистка «Комеди Франсез».
- 6 октября — Дьюрен Ральфи Мэй, американский стендап-комик и актёр.
- 22 ноября, Лондон — Дмитрий Хворостовский, оперный певец, народный артист России (1995).